# Фабер, Армин
А́рмин Фа́бер (нем. Armin Faber) — немецкий пилот-истребитель люфтваффе, обер-лейтенант, участник Второй мировой войны.
Известен тем, что ошибочно принял Бристольский канал за  Ла-Манш и посадил свой исправный Focke-Wulf 190 (Fw 190) на авиабазе RAF в Южном Уэльсе. Его самолёт был первым Fw 190, который был захвачен союзниками и полностью изучен с целью выявления имеющихся недостатков, которые можно было в последующем использовать в сражениях с люфтваффе.

## История
23 июня 1942 года обер-лейтенант Армин Фабер, группен-адъютант командира третьего крыла истребительной эскадры JG 2 «Рихтгофен», базировавшейся в бретонском Морле, в составе 7-й эскадрильи поднялся в воздух для перехвата бомбардировщиков «Бостон». Их прикрывали «спитфайры» под управлением чехословацких пилотов. В завязавшемся над Ла-Маншем бою бомбардировщики остались целы, но ценой двух потерянных «фокке-вульфов» немецкие пилоты сбили семь «спитфайров». В суматохе боя обер-лейтенант Фабер потерял своё звено. Оторвавшись от преследователей, он решил выяснить своё местоположение.
В процессе рекогносцировки он перепутал направление и полетел на север вместо юга. Приняв Бристольский залив за Ла-Манш, Фабер перелетел его и совершил посадку на первый же попавшийся аэродром, пребывая в полной уверенности в том, что возвратился во Францию. При этом, по непонятным причинам, Фабер не заметил Юнион Джек на контрольно-диспетчерском пункте аэродрома Пэмбри. Таким образом немецкий пилот попал в плен, а его «фокке-вульф» был детально изучен специалистами королевских военно-воздушных сил, для выработки методов, позволяющих RAF лучше бороться с новым немецким истребителем Fw 190A.
По некоторым данным, А. Фабер был отправлен в Канаду, и после двух неудачных попыток побега и самоубийства в неволе, в конце войны, убедив англичан в имеющемся заболевании, был репатриирован в Германию.
Ныне отдельные части его Focke-Wulf 190 хранятся в Музее авиации Шорхэма. 21 сентября 1991 года Армин Фабер посетил Музей и подарил для экспозиции свой офицерский кинжал и значок пилота.

## Результаты изучения захваченного самолёта
Ниже приведены выдержки из статьи, посвящённой испытаниям, опубликованной в английском журнале «Aeroplane» от 14 августа 1942 г.

«Впервые самолеты этого типа были использованы в боях в сентябре 1941 года, однако теперь у нас есть возможность судить об этом истребителе-бомбардировщике на основе реальных фактов. Это очень хороший самолет, однако ничего мистического в нём нет: он вовсе не такой непобедимый, как кричит о нём немецкая пропаганда.
FW 190A-3 представляет собой компактный высокоскоростной истребитель с мощным вооружением и хорошей бронезащитой. За счет высокой посадочной скорости FW 190A-3 довольно сложен в пилотировании, однако на высотах от 4800 до 7200 метров FW 190 представляет собой грозного противника, так как здесь он лучше любого другого современного самолета в мире. Выше и ниже он уже не столь эффективен.
С технической точки зрения наибольший интерес представляет использование в качестве двигателя истребителя мотора воздушного охлаждения. На FW 190A-3 установлено первоклассное электрооборудование, причем очевидно, что самолет спроектирован с учетом упрощения технологии производства. Самолет отлично слушается штурвала, однако двигатель не сразу реагирует на изменение режима работы.
Бронирование истребителя размещено очень продуманно. Бронеспинка выполнена из брони толщиной 14 мм, за креслом установлена бронеспинка толщиной 8 мм, толщина лобового бронестекла козырька кабины 2,25 дюйма. Передний ряд цилиндров двигателя закрыт кольцом из броневой стали толщиной 5 мм, второй ряд цилиндров — кольцом толщиной 3 мм. Вывести из строя самолет FW 190 пулеметным огнём почти невозможно, но от снарядов пушек он уязвим.
Двигатель BMW-801D очень компактен. Очень широкие лопасти воздушного винта сравнительно небольшого диаметра можно считать недостатком при полетах на большой высоте, но увеличение диаметра винта ограничено высотой стоек основных опор шасси. С конструктивной точки зрения шасси являются едва ли не лучшими в мире. Лучше разве только шасси американского истребителя „Мустанг“.
Самолет FW 190 приятен в пилотировании. Управлять элеронами можно кончиками пальцев. Истребитель легко крутит бочки на высоких скоростях полета, быстро разгоняется на пикировании до очень высокой скорости. Самолет в целом представляет собой совершенную систему оружия, аэроплан, который следует тщательно изучать».